# إلمر إسبيريتو
إلمر إسبيريتو (بالتاغالوغية: Elmer Espiritu)‏ مواليد 23 نوفمبر 1985 في مانيلا، هو لاعب كرة سلة فلبيني. بدأ مسيرته الاحترافية في سنة 2009. يبلغ طوله 6 قدم 4 بوصة (1.9 م).

## المسيرة الاحترافية
لعب مع ألاسكا أيسز في موسم 2010–2011، ثم لعب مع باراكو بول إنرجي في سنة 2011، ثم لعب مع بارانجي جينبرا سان ميغيل في موسم 2012–2013، ثم لعب مع تي إن تي كاتروبا في موسم 2014–2015.